# Zona de Brillouin

Xarxes recíproques (dots) i la seva primera zona de Brillouin corresponent de (a) xarxa quadrada i (b) xarxa hexagonal.

En matemàtiques i en física de l'estat sòlid, la primera zona de Brillouin (BZ) és unívocament definida per una cel·la primitiva de la xarxa recíproca en el domini de freqüències. Es pot trobar a través del mateix mètode com la cel·la de Wigner-Seitz en la xarxa de Bravais. La importància de la zona de Brillouin radica en la descripció de les ones que es propaguen en un mitjà periòdic i que poden ser descrites a partir d'ones de Bloch dins de la zona de Brillouin.
El volum definit per la primera zona de Brillouin es determina prenent les superfícies a la mateixa distància entre un element de la xarxa i els seus veïns. Una altra definició és un conjunt de punts en l'espai recíproc que poden ser aconseguits sense que creuin cap pla de Bragg. Un concepte relacionat és el de zona irreductible de Brillouin, que és la primera zona de Brillouin reduïda per tot el grup de simetries que presenta la xarxa mantenint l'origen de la cel·la.
El concepte de zona de Brillouin va ser desenvolupada pel físic francès Léon Brillouin (1889-1969).

## Punts crítics

Diagrama de la primera zona de Brillouin d'una estructura cara-centrada cúbica (FCC) que mostra els punts d'alta simetria.

Diversos punts d'alta simetria tenen un interès especial, són els anomenats punts crítics.
| Símbol                      | Descripció                                                             |
| --------------------------- | ---------------------------------------------------------------------- |
| Γ                           | Centre de la zona de Brillouin                                         |
| Cub simple                  |                                                                        |
| M                           | Punt mig d'una aresta                                                  |
| R                           | Vèrtex                                                                 |
| X                           | Centre d'una cara                                                      |
| Centrat en la cara quadrada |                                                                        |
| K                           | Punt mig d'una aresta que uneix dues cares hexagonals                  |
| L                           | Centre d'una cara hexagonal                                            |
| U                           | Punt mig d'una aresta que uneix una cara hexagonal i una cara quadrada |
| W                           | Vèrtex                                                                 |
| X                           | Centre d'una cara quadrada                                             |
| Cos centrat cúbic           |                                                                        |
| H                           | Vèrtex que uneix quatre cares                                          |
| N                           | Centre d'una cara                                                      |
| P                           | Vèrtex que unes tres arestes                                           |
| Hexagonal                   |                                                                        |
| A                           | Centrer d'una cara hexagonal                                           |
| H                           | Vèrtex                                                                 |
| K                           | Punt mig d'una aresta que uneix dues cares rectangulars                |
| L                           | Punt mig d'una aresta que uneix una cara hexagonal i una cara quadrada |
| M                           | Centre d'una cara rectangular                                          |

Altres xarxes tenen diferents punts d'alta simetria. Es poden veutre en les següents il·lustracions.

## Sistema triclínicTRI(4)
|  |  |  |  |

## Sistema monoclínicMCL(1), MCLC(5)
|  |  |  |  |

|  |  |

## Sistema ortoròmbicORC(1), ORCC(1), ORCI(1), ORCF(3)
|  |  |  |

|  |  |  |